# Parigi-Nizza 1981
La Parigi-Nizza 1981, trentanovesima edizione della corsa, si svolse dall'11 al 18 marzo su un percorso di 1 110 km ripartiti in sette tappe (la seconda e la settima suddivisa in due semitappe) precedute da un cronoprologo. Fu vinta dall'irlandese Stephen Roche davanti all'olandese Adrie van der Poel e al belga Fons De Wolf. Si trattò del primo successo di un ciclista irlandese in questa competizione.

## Tappe
| Tappa  | Data     | Percorso                                        | km    | Vincitore di tappa     | Leader cl. generale |
| ------ | -------- | ----------------------------------------------- | ----- | ---------------------- | ------------------- |
| Prol.  | 11 marzo | Meaux (cron. individuale)                       | 7.3   | Knut Knudsen           | Knut Knudsen        |
| 1ª     | 12 marzo | Joigny > Château-Chinon                         | 177   | Silvano Contini        | Silvano Contini     |
| 2ª-1ª  | 13 marzo | Château-Chinon > Bourbon-Lancy                  | 101   | Roger De Vlaeminck     | Silvano Contini     |
| 2ª-2ª  | 13 marzo | Bourbon-Lancy > Bourbon-Lancy (cron. a squadre) | 27    | Peugeot-Esso-Michelin  | Michel Laurent      |
| 3ª     | 14 marzo | Bourbon-Lancy > Saint-Étienne                   | 217   | Adrie van der Poel     | Adrie van der Poel  |
| 4ª     | 15 marzo | Bollène > Miramas                               | 189   | Roger De Vlaeminck     | Adrie van der Poel  |
| 5ª     | 16 marzo | Miramas > Castellet                             | 175   | Tommy Prim             | Adrie van der Poel  |
| 6ª     | 17 marzo | La Seyne-sur-Mer > Mandelieu-la-Napoule         | 175   | Phil Anderson          | Stephen Roche       |
| 7ª-1ª  | 18 marzo | Mandelieu-la-Napoule > Nizza                    | 57    | Jean-Luc Vandenbroucke | Stephen Roche       |
| 7ª-2ª  | 18 marzo | Nizza > Col d'Èze (cron. individuale)           | 11    | Stephen Roche          | Stephen Roche       |
| Totale | Totale   | Totale                                          | 1 110 |                        |                     |

## Dettagli delle tappe

### Prologo
- 11 marzo: Meaux > Meaux (cron. individuale) – 7,3 km

Risultati
| Pos. | Corridore              | Squadra    | Tempo |
| ---- | ---------------------- | ---------- | ----- |
| 1    | Knut Knudsen           | Bianchi    | 9'18" |
| 2    | Jean-Luc Vandenbroucke | La Redoute | a 2"  |
| 3    | Régis Clère            | Miko       | a 10" |

| Pos. | Corridore              | Squadra    | Tempo |
| ---- | ---------------------- | ---------- | ----- |
| 1    | Knut Knudsen           | Bianchi    | 9'18" |
| 2    | Jean-Luc Vandenbroucke | La Redoute | a 2"  |
| 3    | Régis Clère            | Miko       | a 10" |

### 1ª tappa
- 12 marzo: Joigny > Château-Chinon – 177 km

Risultati
| Pos. | Corridore       | Squadra    | Tempo    |
| ---- | --------------- | ---------- | -------- |
| 1    | Silvano Contini | Bianchi    | 4h59'59" |
| 2    | Michel Laurent  | Peugeot    | a 12"    |
| 3    | Eddy Schepers   | DAF Trucks | a 2'06"  |

| Pos. | Corridore       | Squadra | Tempo    |
| ---- | --------------- | ------- | -------- |
| 1    | Silvano Contini | Bianchi | 5h09'41" |
| 2    | Michel Laurent  | Peugeot | a 9"     |
| 3    | Knut Knudsen    | Bianchi | a 2'19"  |

### 2ª tappa - 1ª semitappa
- 13 marzo: Château-Chinon > Bourbon-Lancy – 101 km

Risultati
| Pos. | Corridore          | Squadra    | Tempo    |
| ---- | ------------------ | ---------- | -------- |
| 1    | Roger De Vlaeminck | DAF Trucks | 2h34'02" |
| 2    | Noël Dejonckheere  | Teka       | s.t.     |
| 3    | Rik Van Linden     | Boule d'Or | s.t.     |

| Pos. | Corridore       | Squadra | Tempo    |
| ---- | --------------- | ------- | -------- |
| 1    | Silvano Contini | Bianchi | 7h43'43" |
| 2    | Michel Laurent  | Peugeot | a 9"     |
| 3    | Knut Knudsen    | Bianchi | a 2'19"  |

### 2ª tappa - 2ª semitappa
- 13 marzo: Bourbon-Lancy > Bourbon-Lancy (cron. a squadre) – 27 km

Risultati
| Pos. | Squadra    | Tempo  |
| ---- | ---------- | ------ |
| 1    | Peugeot    | 36'04" |
| 2    | Bianchi    | a 49"  |
| 3    | DAF Trucks | a 55"  |

| Pos. | Corridore               | Squadra | Tempo    |
| ---- | ----------------------- | ------- | -------- |
| 1    | Michel Laurent          | Peugeot | 7h42'22" |
| 2    | Silvano Contini         | Bianchi | a 6"     |
| 3    | Gilbert Duclos-Lassalle | Peugeot | a 2'23"  |

### 3ª tappa
- 14 marzo: Bourbon-Lancy > Saint-Étienne – 217 km

Risultati
| Pos. | Corridore           | Squadra    | Tempo    |
| ---- | ------------------- | ---------- | -------- |
| 1    | Adrie van der Poel  | DAF Trucks | 5h52'12" |
| 2    | Serge Beucherie     | Sem        | a 7"     |
| 3    | Jean-Louis Gauthier | Miko       | s.t.     |

| Pos. | Corridore          | Squadra       | Tempo     |
| ---- | ------------------ | ------------- | --------- |
| 1    | Adrie van der Poel | DAF Trucks    | 13h37'53" |
| 2    | Stephen Roche      | Peugeot       | a 14"     |
| 3    | Fons De Wolf       | Vermeer-Thijs | a 25"     |

### 4ª tappa
- 15 marzo: Bollène > Miramas – 189 km

Risultati
| Pos. | Corridore              | Squadra    | Tempo    |
| ---- | ---------------------- | ---------- | -------- |
| 1    | Roger De Vlaeminck     | DAF Trucks | 5h15'39" |
| 2    | Jacques Bossis         | Peugeot    | a 10"    |
| 3    | Jean-Luc Vandenbroucke | La Redoute | s.t.     |

| Pos. | Corridore          | Squadra       | Tempo     |
| ---- | ------------------ | ------------- | --------- |
| 1    | Adrie van der Poel | DAF Trucks    | 18h58'01" |
| 2    | Stephen Roche      | Peugeot       | a 14"     |
| 3    | Fons De Wolf       | Vermeer-Thijs | a 25"     |

### 5ª tappa
- 16 marzo: Miramas > Castellet – 175 km

Risultati
| Pos. | Corridore           | Squadra    | Tempo    |
| ---- | ------------------- | ---------- | -------- |
| 1    | Tommy Prim          | Bianchi    | 4h57'51" |
| 2    | Dominique Arnaud    | Puch       | a 1"     |
| 3    | Ferdi Van den Haute | La Redoute | a 4"     |

| Pos. | Corridore          | Squadra       | Tempo     |
| ---- | ------------------ | ------------- | --------- |
| 1    | Adrie van der Poel | DAF Trucks    | 23h45'57" |
| 2    | Stephen Roche      | Peugeot       | a 14"     |
| 3    | Fons De Wolf       | Vermeer-Thijs | a 25"     |

### 6ª tappa
- 17 marzo: La Seyne-sur-Mer > Mandelieu-la-Napoule – 175 km

Risultati
| Pos. | Corridore              | Squadra    | Tempo    |
| ---- | ---------------------- | ---------- | -------- |
| 1    | Phil Anderson          | Peugeot    | 4h42'15" |
| 2    | Jean-Luc Vandenbroucke | La Redoute | a 12"    |
| 3    | Régis Clère            | Miko       | a 14"    |

| Pos. | Corridore          | Squadra       | Tempo     |
| ---- | ------------------ | ------------- | --------- |
| 1    | Stephen Roche      | Peugeot       | 28h28'43" |
| 2    | Adrie van der Poel | DAF Trucks    | a 6"      |
| 3    | Fons De Wolf       | Vermeer-Thijs | a 11"     |

### 7ª tappa - 1ª semitappa
- 18 marzo: Mandelieu-la-Napoule > Nizza – 57 km

Risultati
| Pos. | Corridore              | Squadra    | Tempo    |
| ---- | ---------------------- | ---------- | -------- |
| 1    | Jean-Luc Vandenbroucke | La Redoute | 1h27'53" |
| 2    | Régis Clère            | Miko       | a 10"    |
| 3    | Stephen Roche          | Peugeot    | s.t.     |

| Pos. | Corridore          | Squadra       | Tempo     |
| ---- | ------------------ | ------------- | --------- |
| 1    | Stephen Roche      | Peugeot       | 28h28'43" |
| 2    | Adrie van der Poel | DAF Trucks    | a 52"     |
| 3    | Fons De Wolf       | Vermeer-Thijs | a 57"     |

### 7ª tappa - 2ª semitappa
- 18 marzo: Nizza > Col d'Èze (cron. individuale) – 11 km

Risultati
| Pos. | Corridore              | Squadra    | Tempo  |
| ---- | ---------------------- | ---------- | ------ |
| 1    | Stephen Roche          | Peugeot    | 21'09" |
| 2    | Knut Knudsen           | Bianchi    | a 2"   |
| 3    | Jean-Luc Vandenbroucke | La Redoute | a 12"  |

| Pos. | Corridore          | Squadra       | Tempo     |
| ---- | ------------------ | ------------- | --------- |
| 1    | Stephen Roche      | Peugeot       | 30h17'50" |
| 2    | Adrie van der Poel | DAF Trucks    | a 1'19"   |
| 3    | Fons De Wolf       | Vermeer-Thijs | a 1'55"   |

## Classifiche finali

### Classifica generale
| Pos. | Corridore               | Squadra                     | Tempo     |
| ---- | ----------------------- | --------------------------- | --------- |
| 1    | Stephen Roche           | Peugeot-Esso-Michelin       | 30h17'50" |
| 2    | Adrie van der Poel      | DAF Trucks-Cote d'Or        | a 1'19"   |
| 3    | Fons De Wolf            | Vermeer-Thijs               | a 1'55"   |
| 4    | Pierre Bazzo            | La Redoute-Motobecane       | a 3'22"   |
| 5    | Peter Zijerveld         | HB Alarmsystemen            | a 3'24"   |
| 6    | Serge Beucherie         | Sem-France-Loire-Campagnolo | a 4'19"   |
| 7    | Bernardo Alfonsel Lopez | Teka-Campagnolo             | a 4'39"   |
| 8    | Jacques Bossis          | Peugeot-Esso-Michelin       | a 5'11"   |
| 9    | Jean-Luc Vandenbroucke  | La Redoute-Motobecane       | a 8'15"   |
| 10   | Régis Clère             | Miko-Mercier-Vivagel        | a 9'44"   |